# Helmfried Kober
Helmfried Kober (* 1965) ist ein deutscher Kameramann und Ingenieur.

## Leben
Von November 1989 bis Mai 1994 absolvierte er in München das Studium der Feinwerktechnik mit Schwerpunkt Film- und Videotechnik an der Hochschule für angewandte Wissenschaften München, welches er als Dipl.-Ing. (FH) abschloss. Seine Diplomarbeit schrieb er über das Thema „Entwicklung von Antrieb und Computersteuerung für ARRI Head, Firma Arnold & Richter“. Dem Voraus ging ein Studium der Germanistik an der Ludwig-Maximilians-Universität München.
Bis 2003 war er als Kameraassistent an Kinofilmen beteiligt: z. B. Anatomie (1999), Marlene (1999), Komm, süßer Tod (2000), Fear dot com (2001), Bergkristall (2004). Mehrere Jahre tat er dies an der Seite von Joseph Vilsmaier. Dabei wirkte er sowohl auf nationaler als auch internationaler Ebene an Filmproduktionen im Bereich Fernsehen, Werbung und Kurzfilm mit.
Als Kinematograf ist er seit 2005 tätig. Zu seinen wichtigsten Werken zählen Kino: Der letzte Zug (uncredited), Shoppen, Der letzte schöne Herbsttag, Große Lügen!, Nanga Parbat, TV: Die Gustloff, Polizeiruf 110, Morden im Norden, Der Bergdoktor.
Er ist Mitglied der Deutschen Filmakademie. Seit Dezember 2012 arbeitet er auch als Product Manager für Filmarchivtechnologie und gab Kamera-Workshops für das Festival of Nations, wo er zweimal in die Jury berufen wurde.
Seinen Kurzfilm YesYes, No Problem erhielt 2015 den Lenzing-Award beim Festival of Nations, Österreich.

## Filmografie

### Kino
Kameraassistent
- 1996: Und keiner weint mir nach
- 1997: Hunger – Sehnsucht nach Liebe
- 2000: Mister Boogie
- 2000: Anatomie
- 2000: Marlene
- 2000: Der Bär ist los!
- 2000: Komm, süßer Tod
- 2001: Auf Herz und Nieren
- 2002: Fear Dot Com

Operator
- 2002: Bibi Blocksberg
- 2003: Das fliegende Klassenzimmer
- 2004: Bergkristall

Kameramann
- 2006: Der letzte Zug
- 2006: Shoppen
- 2008: Große Lügen!
- 2010: Nanga Parbat
- 2010: Der letzte schöne Herbsttag

### Fernsehen
Kameraassistent
- 1995: Die Flughafenklinik (eine Folge)
- 1995: Wia die Zeit vergeht
- 1997: Der Neffe
- 2002: August der Glückliche
- 2002: Verlorenes Land
- 2002: Was ist bloß mit meinen Männern los?
- 2003: Männer häppchenweise
- 2004: Sperling (eine Folge)
- 2004: Tatort – Der Wächter der Quelle
- 2005: Fünf Sterne (vier Folgen)
- 2005: Vera – Die Frau des Sizilianers
- 2006: Das Weihnachts-Ekel
- 2007: Siska (eine Folge)
- 2007: Der Alte (eine Folge)
- 2008: Der Tote in der Mauer
- 2008: Einer bleibt sitzen

Kameramann
- 2008: Dr. Molly & Karl (drei Folgen)
- 2008: Die Gustloff
- 2010: Der Bergdoktor
- 2011: Morden im Norden
- 2012: Polizeiruf 110 – Raubvögel

### Kurzfilme
Kameramann
- 2004: Der Bananenkaktus
- 2005: Vorletzter Abschied
- 2006: Zwei Reisende in einer Sommernacht
- 2008: Teddytester
- 2009: Wohin ist, der ich war und bin
- 2024: Blaue Wunder